# UFC 32
UFC 32: Showdown in the Meadowlands fue un evento de artes marciales mixtas celebrado por Ultimate Fighting Championship el 29 de junio de 2001 en el Continental Airlines Arena, en East Rutherford, Nueva Jersey, Estados Unidos.

## Resultados

### Tarjeta preliminar
- Peso ligero: Tony DeSouza vs. Paul Rodriguez

DeSouza derrotó a Rodriguez vía sumisión (ahogamiento) en el 1:05 de la 1ª ronda.
- Peso pesado: Ricco Rodriguez vs. Andrei Arlovski

Rodriguez derrotó a Arlovski vía TKO (golpes) en el 1:23 de la 3ª ronda.

### Tarjeta principal
- Peso semipesado: Vladimir Matyushenko vs. Yuki Kondo

Matyushenko derrotó a Kondo vía decisión unánime.
- Peso ligero: Caol Uno vs. Fabiano Iha

Uno derrotó a Iha vía KO (golpes) en el 1:48 de la 1ª ronda.
- Peso wélter: Pat Miletich vs. Shonie Carter

Miletich derrotó a Carter vía KO (patada a la cabeza) en el 2:42 de la 2ª ronda.
- Peso pesado: Josh Barnett vs. Semmy Schilt

Barnett derrotó a Schilt vía sumisión (armbar) en el 4:21 de la 1ª ronda.
- Peso ligero: B.J. Penn vs. Din Thomas

Penn derrotó a Thomas vía TKO (golpes) en el 2:42 de la 1ª ronda.
- Campeonato de Peso Semipesado: Tito Ortiz (c) vs. Elvis Sinosic

Ortiz derrotó a Sinosic vía TKO (golpes y codazos) en el 3:32 de la 1ª ronda para retener el Campeonato de Peso Semipesado de UFC.